# Bollo maimón

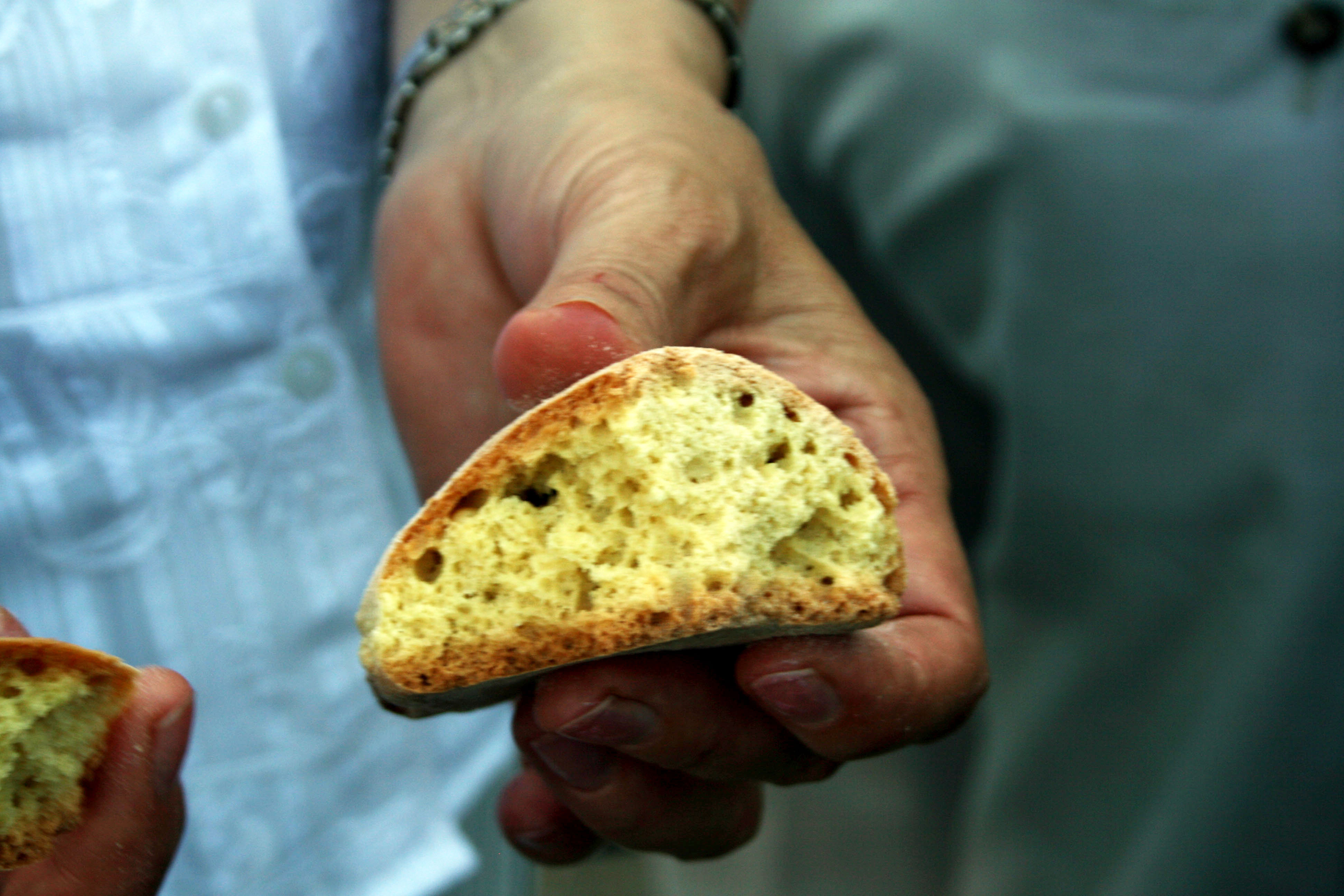
Bollo Maimón en una celebración popular de Aliste, en la provincia de Zamora.

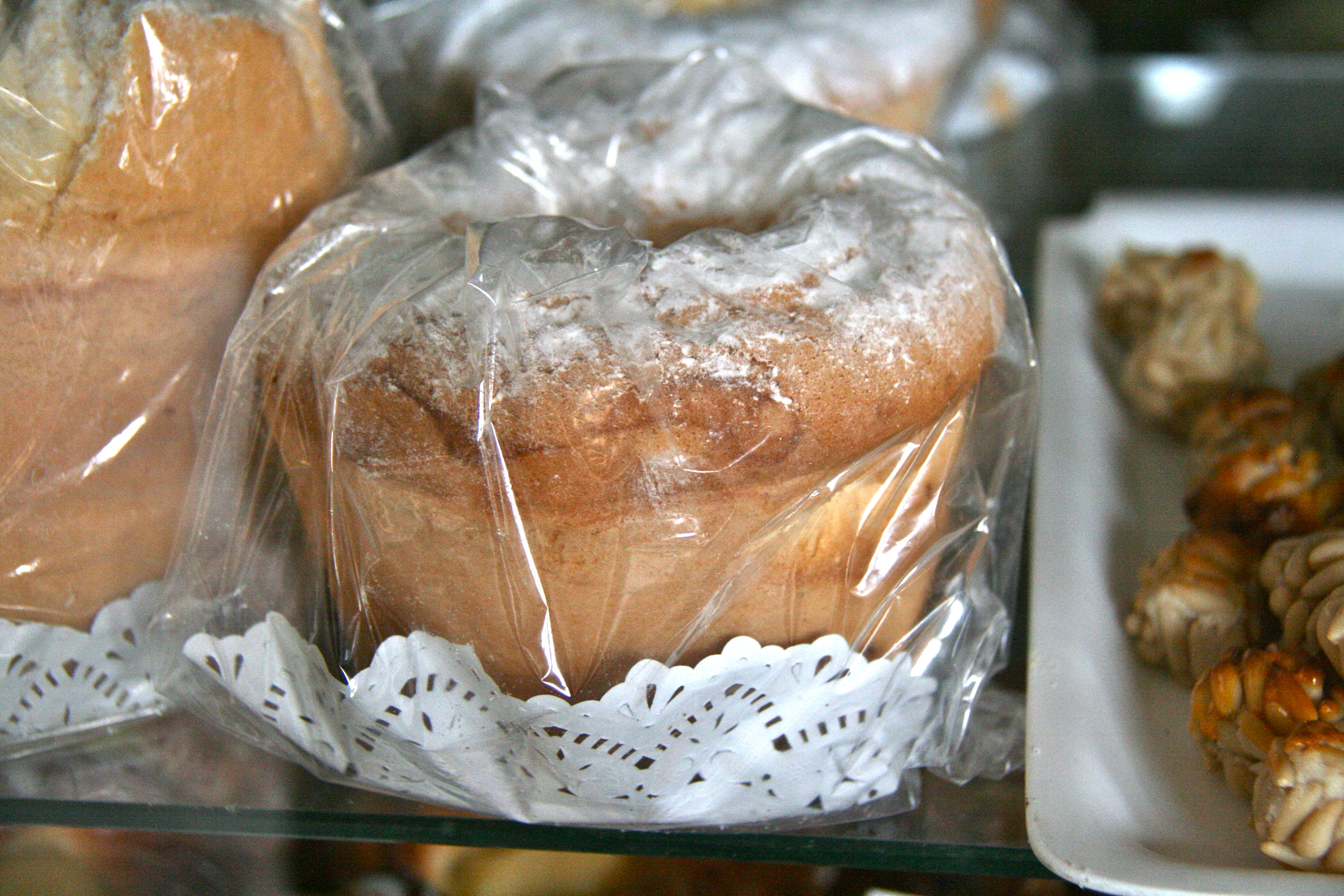
Bollo maimón de la provincia de Salamanca.

Bollo Maimón, también denominado bollo de clavonía, es uno de los dulces típicos de las provincias españolas de Salamanca, Zamora y León.

## Etimología
El origen de su nombre se relaciona con el nombre árabe 'maímun': feliz. 
Aunque también es probable que su nombre haga referencia a la maimona, un palo de uso habitual en cualquier tahona antigua y que haría referencia al cilindro colocado en su centro.

## Elaboración y Características
Era tradición hacerlo dentro de un puchero cilíndrico de dimensiones semejantes en alto y diámetro, en cuyo centro se ponía un cilindro (maimona) para dar al bollo forma de rosca. La masa que entraba dentro del cilindro se daba a los niños, una vez cocida, como probatura del dulce.
Hoy en día tiene una forma similar a la de un bizcocho en forma de roscón que puede tener diferentes tamaños, siendo el más habitual de 20 cm de diámetro.
Es frecuente su presencia, en calidad de ofrenda, en las principales fiestas religiosas de muchas localidades de las provincias de Salamanca y Zamora, siendo también habitual que tras su ofrenda sea seguidamente subastado entre los vecinos del pueblo. También se utiliza en el baile de bodas denominado "rosca" o "pica".

## Historia
Hay referencias en las recetas del libro de cocina de Domingo Hernández de Maceras de comienzos del siglo XVII. Otra referencia dentro del Diccionario de Autoridades menciona que el bollo maimón es una masa de mazapán con un relleno de varias conservas. Las referencias históricas de este plato dicen de varias preparaciones, una de ellas habla de un bollo con la masa elaborada con leche y que tiene forma de trenza. En la actualidad es una especie de bollo que también se denomina como "rosco de bodas" o incluso "dulce de esponsales" al estar asociado a las celebraciones y banquetes populares del lugar. Es costumbre bailar en torno a este bollo, tanto es así que ha dado lugar a un baile típico que se denomina "bailar la rosca".
También aparece en "Arte de cocina", de Francisco Martínez Montiño, cocinero del rey, publicado en 1611, una receta de bollo maymón (sic), como todas las de la época muy barroca. No parece ajustarse al modelo posterior (masa de bizcocho y arroscado) y sí es calificado como "bollo sombrero", ya que después de la receta del maymón la siguiente viene titulada "otro bollo de sombrero". Antes de la receta del "maymón" aparece la de "Bollo de vacía", que es importante leer porque al hablar del "maymón", dice Montiño: "harás masa como para bollo de vacía".
Otras teorías defienden la posible procedencia sefardita del dulce, partiendo también de su etimología, en consonancia a las costumbres reposteras judías y su arraigo en la Raya, así como por su vinculación con Maimónides.